# Cesta na jihozápad
Cesta na jihozápad je westernový film pro děti z roku 1989. Film režíroval Zdeněk Sirový a v hlavní roli vystupuje Jiří Strach.

## Děj
Dospívající chlapec Ben živoří v táboře zlatokopů. Teprve když do městečka přijde cizinec Chat Adams, svitne chlapci naděje na lepší budoucnost. Dobrodružství, která pak chlapec prožívá se starým zlatokopem Jonesem, pro něj představují cestu k dospělosti. 

## Tvůrci
- Režie: Zdeněk Sirový
- Předloha: Jack London
- Scénář: Jiří Křižan
- Kamera: Jiří Kolín
- Hudba: Ondřej Soukup

Autoři Zdeněk Sirový a Jiří Křížan spolupracovali i na jiných adaptacích Jacka Londona: krátkometrážních westernových příbězích Kaňon samé zlato (1970), Poslední výstřel Davida Sandela (1971) a Claim na Hluchém potoku (1971).

## Obsazení
- Jiří Strach - Ben
- Milan Sandhaus - Jones
- Jiří Schmitzer - Chet
- Zdeněk Podhůrský - Tony
- Oldřich Vlach - Bill
- Ivan Palúch - Jeff (dabing do češtiny Alois Švehlík)
- Petr Čepek - O'Brien
- Jan Přeučil - Fitzgerald
- Gustav Opočenský - Hundeschwanz

## Zajímavost
Některé exteriéry se natáčely v ruském pohoří Altaj. Zlatokopecká osada se natáčela v lomu Velká Amerika v Českém krasu.